# اریک هاینریکس
اریک هاینریکس (انگلیسی: Erik Heinrichs; ۲۱ ژوئیهٔ ۱۸۹۰ – ۱۶ نوامبر ۱۹۶۵) ارتشبد نیروی زمینی فنلاند و فرمانده نیروی دفاعی فنلاند پس از جنگ جهانی دوم بود. 
وی همچنین برندهٔ جوایزی همچون صلیب مانرهیم، نشان افتخار تولد لهستان، صلیب شوالیه صلیب آهنین شده‌است.